# Réserve de biosphère du papillon monarque
La réserve de biosphère du papillon monarque (en espagnol : Reserva de la Biosfera Mariposa Monarca) est une réserve de biosphère située au Mexique et reconnue par l'UNESCO en 2006. Elle se trouve dans l'État du Michoacán et l'État de México. Elle vise la protection des aires d'hivernage du papillon monarque. Le site est également reconnu par l'UNESCO depuis 2008 pour appartenir au patrimoine mondial de l'humanité.

## Géographie
La réserve de biosphère du papillon monarque est située au Mexique, à environ 100 kilomètres au nord-ouest de Mexico. Elle couvre une superficie de 56 259 hectares.
Dans cette zone montagneuse pousse Abies religiosa, un conifère de taille imposante de la famille des Pinacées, le sapin sacré du Mexique encore appelé oyamel ou acxoyatl en langue nahuatl.

## Zone d'hivernage
Le papillon Monarque est un migrateur et chaque année jusqu'à un milliard de papillons reviennent vers leurs quatorze colonies d'hivernage situées dans les forêts de pins oyamel.
La réserve de biosphère du papillon monarque comprend huit de ces quatorze colonies d'hivernage.

## Protection
La protection des lieux d'hibernage du Monarque passe par la fin de l'exploitation illicite du bois. Celle-ci ne sera possible que si d'autres moyens de subsistance sont proposés aux exploitants de bois.

## Mort de deux salariés
Homero Gómez González, administrateur du sanctuaire el Rosario, une des composantes de la réserve, ardent défenseur du Monarque réputé pour son combat contre l'exploitation forestière illégale et l’extension des plantations d'avocatiers environnantes — destructrices de l'habitat des papillons —, est porté disparu le 14 janvier 2020 puis retrouvé mort dans un réservoir d'eau le 29 janvier, à Ocampo (État du Michoacán),,. La cause de sa mort demeure floue ; elle a lieu dans un contexte violent marqué par les menaces, enlèvements et assassinats dont sont victimes défenseurs de l'environnement et militants des droits humains mexicains.
Un guide de la réserve à temps partiel, Raúl Hernández Romero, est retrouvé mort le 1er février suivant, victime d'un meurtre (des traces de coups opérés avec un objet tranchant sont relevées sur son corps) ; les autorités mexicaines indiquent n'être pas certaines qu'il existe un lien entre les deux morts,.